# Станко Зечевић
Станко Зечевић (Кленак код Никшића, ФНР Југославија, 1954) је црногорски сликар.

## Биографија
Рођен је 1954. године у Кленку, надомак Никшића. Педагошку академију завршио у Никшићу. Факултет за ликовне уметности у Београду, одсек сликарства, завршио у класи проф. Младена Србиновића. Магистрирао на истом факултету у класи проф. Александра Луковића. Редовни је професор на Факултету примењених уметности у Београду. До сада је имао око 30 самосталних и преко 100 групних изложби. Добитник је више награда и признања за сликарство.

### Образовање
- 1974. Педагошка академија, Никшић
- 1978. Факултет ликовних уметности, Одсек сликарства, Београд, у класи професора Младена Србиновића
- 1981. Магистеријум, Факултет ликовних уметности, Београд, у класи професора Александра Луковића
- 1981. Стипендија Француске владе за студије на Academie des Веаuх Arts у Паризу код професора Matthey
- 1982. Постао члан УЛУС-а
- 1986. Стипендија Моша Пијаде за студијски боравак у Паризу
- 1986, 1990. Студијски боравак у САД

### Педагошки рад
- 1988-1991. Асистент (цртање, сликање), Факултет ликовних уметности, Цетиње
- 1991-1996. Доцент (цртање, сликање), Факултет ликовних уметности, Цетиње
- 1996. Доцент, Факултет примењених уметности, Београд
- 1998. Ванредни професор (цртање, сликање), Факултет примењених уметности
- 1997-1999. Професор Цртања и сликања, одељење ФПУ у Нишу, Универзитет у Нишу
- 2000-2002. Професор цртања и сликања, одељење ФПУ у Крагујевцу, Универзитет у Крагујевцу
- 2002. Професор Филолошко-уметничког факултета, Универзитет у Крагујевцу
- 2003. Редовни професор, Факултет примењених уметности, Београд

## Самосталне изложбе
- 1979. Београд, Галерија факултета ликовних уметности (ФЛУ)
- 1981. Београд, Галерија ФЛУ, Магистарска изложба
- 1983. Београд, Галерија Културног центра Београд
- 1984. Будва, Модерна галерија
- 1984. Никшић, Галерија Косовка дјевојка
- 1985. Подгорица, Умјетнички павиљон УЛУЦГ
- 1987. Свети Стефан, Галерија Свети Стефан
- 1988. Београд, Галерија Културног центра
- 1988. Никшић, Галерија Форум
- 1988. Ниш, Галерија савремене ликовне уметности
- 1988. Чачак, Галерија Дома културе
- 1990. Београд, Галерија Зечевић, изложба цртежа
- 1993. Београд, Галерија Културног центра Београда
- 1993. Будва, Галерија Санта Марија
- 1994. Београд, Галерија Атриум
- 1996. Бар, Галерија Дворца краља Николе
- 1996. Београд, Галерија Кућа Ђуре Јакшића, Скадарлија, изложба цртежа
- 1996. Гроцка, Галерија Центра за културу, цртежи
- 1996. Никшић, Галерија Никола I, Дворац Краља Николе
- 1998. Херцег Нови, Галерија Спинакер
- 2000. Београд, Галерија Културног центра Београда
- 2002. Београд, Галерија Прес центра
- 2003. Пљевља, Уметничка галерија Витомир Србљановић
- 2004. Ваљево, Модерна галерија
- 2005. Париз, Галерија Културног центра СЦГ
- 2007. Будва, Модерна галерија
- 2008. Београд, Галерија Атриум, Библиотека града
- 2010. Подгорица, Модерна галерија, ЈУ Музеји и галерије Подгорице
- 2011. Врбас, Галерија Културног центра

## Награде
- 1979. Награда Универзитета уметности, Београд
- 1979. Награда за слику, Први септембарски салон, Никшић
- 1981. Награда за сликарство, XXII Октобарски салон, Београд
- 1985. Награда Бијенала Милена Павловић-Барили, Пожаревац
- 1989. Награда Фонда Моша Пијаде, Југословенски ликовни салон 13. новембар
- 2003. Лауреат Ликовне награде Диатетра, Пљевља
- 2004. Награда за цртеж, Петровац
- 2008. Велика плакета Универзитета уметности са повељом, Београд

## Прикази и рецензије
Велики број чланака и приказа објављено је у југословенским средствима информисања и у стручним часописима. Аутори важнијих приказа: Стојан Ћелић, др Борис Петковски, Мирко Ковач, Влада Урошевић, Срето Босњак, Милан Комненић, Ђорђе Кадијевић, Ратко Божовић, Момо Капор, Раденко Мишевић, Петар Мазев, Андреј Јемец, Нико Мартиновић, Здравко Вучинић, Душан Ђокић, Радмила Лазић, Олга Перовић, др Бранко Вујовић, Бранимир Шћепановић, Никола Кусовац, Бане Јовановић.

## Збирке и монографије
- Збирка Републичког фонда Србије
- Збирка Републичког фонда Црне Горе
- Збирка Нис Југопетрол
- Музеј Краља Николе I, Никшић
- Монографија, Народни музеј Београда, НИС Југопетрол, Никола Кусовац, 2000.
- Монографија Изрази традиције, Никола Кусовац, Ђорђе Кадијевић, Срето Бошњак, 1999.
- Монографија Погледи, др Станислав Живковић, Сава Степанов, Ђорђе Кадијевић, Никола Кусовац, Бела Дуранци, Драган Јовановић-Данилов и Дејан Ђорић, 2003.
- Антологија српског сликарства друге половине XX века, 2003.
- Српско сликарство XX века у издању Матице српске, 2005.
- Историја Уметности, др Бранко Вујовић, 2005.
- Стварност уметности, Дејан Ђорић, 2008.
- Енциклопедија српског народа, 2008.